# Чиста среда
Чиста среда или Пепељава среда је хришћански празник којим почиње Велики пост. Углавном га славе верници Западног хришћанства. Слави се 40 дана пре Ускрса не рачунајући недеље. На овај празник верници се посипају пепелом или цртају крст на челу пепелом.
Сматра се да би на Чисту среду верници требало да се уздрже од слаткиша и телесних задовољстава.